# U.S. Post Office (Nebraska City, Nebraska)
La oficina de correos de EE. UU. es un edificio histórico en la ciudad de Nebraska, Nebraska construido por Harry Wales en 1888 y diseñado en estilo neorrománico por ME Bell.  En la década de 1970, era "la oficina de correos más antigua en uso continuo en Nebraska".
Estaba destinado a servir como Palacio de Justicia y Oficina de Correos de EE. UU., pero no hay constancia de que alguna vez haya servido como palacio de justicia.  Ha sido incluido en el Registro Nacional de Lugares Históricos desde el 3 de septiembre de 1971.